# San Esteban del Monte
San Esteban del Monte, también nombrado como Santisteban, o simplemente San Esteban fue una localidad de la provincia de Segovia, perteneciente en la actualidad al municipio de Lastras de Cuéllar, en la actual comunidad autónoma de Castilla y León. Perteneció a la Comunidad de Villa y Tierra de Cuéllar, estando encuadrado dentro del Sexmo de Hontalbilla.
Su término municipal se halla ubicado a unos 2.000 metros al noroeste de Lastras de Cuéllar, siguiendo el camino de las Lagunas de Lastras, en un terreno húmedo y pantanoso. La primera noticia documental data de 1247, y en ocasiones es nombrado como San Esteban del Pinar o Santisteban. Fue un núcleo importante dentro de la Comunidad, y las construcciones se extendían por la superficie que delimitan los arroyos de la Cigüeña, de la Haya y de las Caces. Se despobló en el primer tercio del siglo XVII y aún se conserva una parte importante de la torre y empedrado de su iglesia, así como diferentes muros pertenecientes a sus edificaciones.